# Первая дочь (фильм Фореста Уитакера)
«Пе́рвая дочь» (англ. First Daughter) — романтическая комедия. Премьера состоялась 24 сентября 2004 года.

## Сюжет
Саманта (Кети Холмс), президентская дочь, уже устала от назойливой охраны отца. Вступив в колледж, она желает вести самостоятельный образ жизни. Её отец якобы соглашается, но скрывая от неё, подсылает секретного агента Джеймса (Марк Блукас) под видом ученика колледжа. Со временем между ними возникают чувства.

## В ролях
- Кети Холмс — Саманта МакКензи
- Марк Блукас — Джеймс Лемсон
- Амери Роджерс — Миа Томпсон
- Майкл Китон — Президент МакКензи
- Маргарет Колин — Первая леди МакКензи
- Лела Рокхон — Лиз
- Майкл Милхоан — Агент Бок
- Двайн Адвэйн — Агент Дилан

## Производство
Съемки проходили в Южной Калифорнии с июня по июль 2003 года, а бюджет составил 30 млн долларов. Для начальной сцены, где Саманта спускается по лестнице с красной ковровой дорожкой, использовался вестибюль театра Лос-Анджелес, а зрительный зал театра использовался для сцены, где Саманта и Джеймс смотрят фильм. Сцены на территории кампуса снимались в Калифорнийском университете, а библиотека Хантингтона в Сан-Марино заменяла внешний вид здания в первой сцене.